# Oitava Brigada de Infantaria Canadense
 A 8.ª Brigada de Infantaria Canadense foi uma brigada de infantaria do Exército Canadense que prestou serviço ativo durante a Primeira Guerra Mundial e a Segunda Guerra Mundial como parte da 3.ª Divisão de Infantaria Canadense. A brigada lutou na Frente Ocidental durante a Primeira Guerra Mundial, de dezembro de 1915 a novembro de 1918, e na Normandia e no noroeste da Europa entre 1944 e 1945, durante a Segunda Guerra Mundial. Era uma formação quadrada de quatro batalhões de infantaria durante a Primeira Guerra Mundial, mas foi reduzida a uma formação triangular de três batalhões durante a Segunda Guerra Mundial.

## História

### Primeira Guerra Mundial
Criada em dezembro de 1915 na França, a 8.ª Brigada fazia parte da 3.ª Divisão Canadense e era formada por seis regimentos de Rifles Montados que foram convertidos em unidades de infantaria, formando quatro batalhões de infantaria. A primeira grande ação da brigada foi travada em torno do Monte Sorrel, onde o comandante da brigada, general de brigada Victor Williams, foi capturado. Depois disso, a brigada participou da maioria das principais ações travadas pelos canadenses na Frente Ocidental pelos próximos dois anos e meio até o armistício em novembro de 1918.

### Segunda Guerra Mundial
Formada novamente como parte da 3.ª Divisão Canadense, a sede da 8.ª Brigada se formou em setembro de 1940, consistindo em três batalhões de infantaria apoiados por uma empresa antitanque. O treinamento foi realizado no Canadá e, em julho de 1941, a brigada partiu para o Reino Unido. Após o treinamento na Grã-Bretanha, a 8.ª Brigada fez parte das forças de assalto no Dia D, em Juno Beach. O dia 8 desembarcou nas áreas de Courseulles-sur-Mer, Bernières-sur-Mer e St. Aubin-sur-Mer. Sua tarefa era limpar a praia e estabelecer um perímetro de cabeça de praia antes de se mudar para o interior. A liberação de Courseilles foi feita rapidamente, graças ao planejamento detalhado. Embora a 8.ª Brigada alcançada seja um objetivo na noite do Dia D, a "limpeza" dos pontos fortes alemães ignorados levou mais dez dias.

## Estrutura

### Primeira Guerra Mundial
Durante a Primeira Guerra Mundial, a 8.ª Brigada consistiu nas seguintes unidades:
- 1.º Batalhão, Rifles Montados Canadenses, CEF: dezembro de 1915 a 11 de novembro de 1918
- 2.º Batalhão, Rifles Montados Canadenses, CEF: dezembro de 1915 a 11 de novembro de 1918
- 4.º Batalhão, Rifles Montados Canadenses, CEF: dezembro de 1915 a 11 de novembro de 1918
- 5.º Batalhão, Rifles Montados Canadenses, CEF: dezembro de 1915 a 11 de novembro de 1918

Além disso, a brigada era apoiada por uma empresa de metralhadora e uma bateria de argamassa de vala.

### Segunda Guerra Mundial
Durante a Segunda Guerra Mundial, a 8.ª Brigada consistiu nas seguintes unidades:
- The Queen's Own Rifles of Canada
- Le Régiment de la Chaudière
- Regimento North Shore (New Brunswick)
- Oitavo Pelotão de Defesa Terrestre da Brigada de Infantaria Canadense (Lorne Scots)